# Antoniazzo Romano

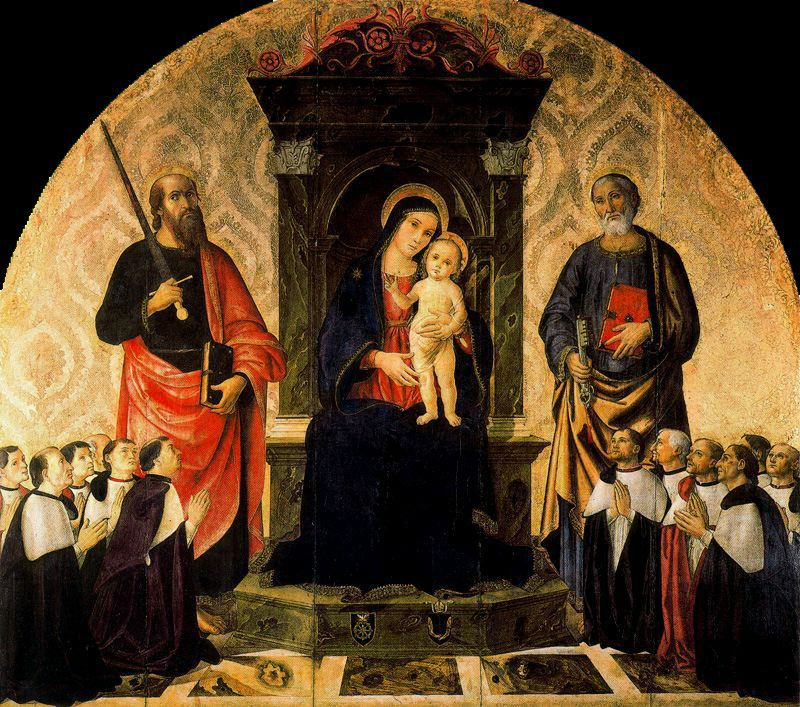
Virgen con niño entre San Pedro y San Pablo y los doce magistrados de la Rota, Apartamentos Pontificios, Vaticano.

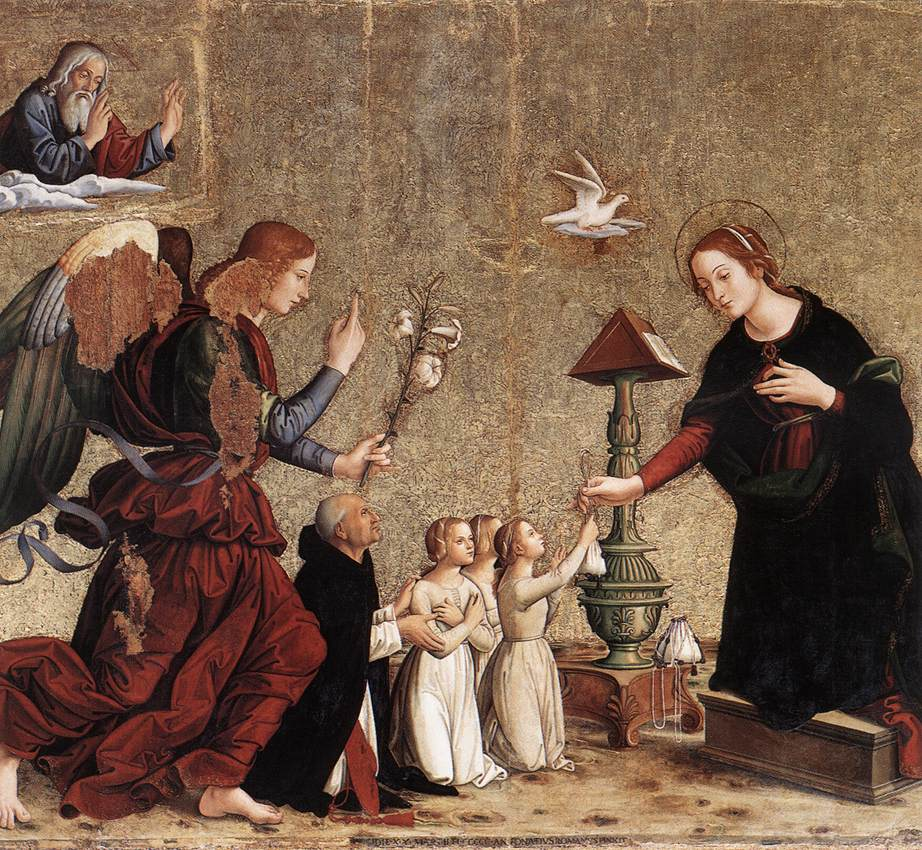
Anunciación, Santa Maria sopra Minerva, Roma.

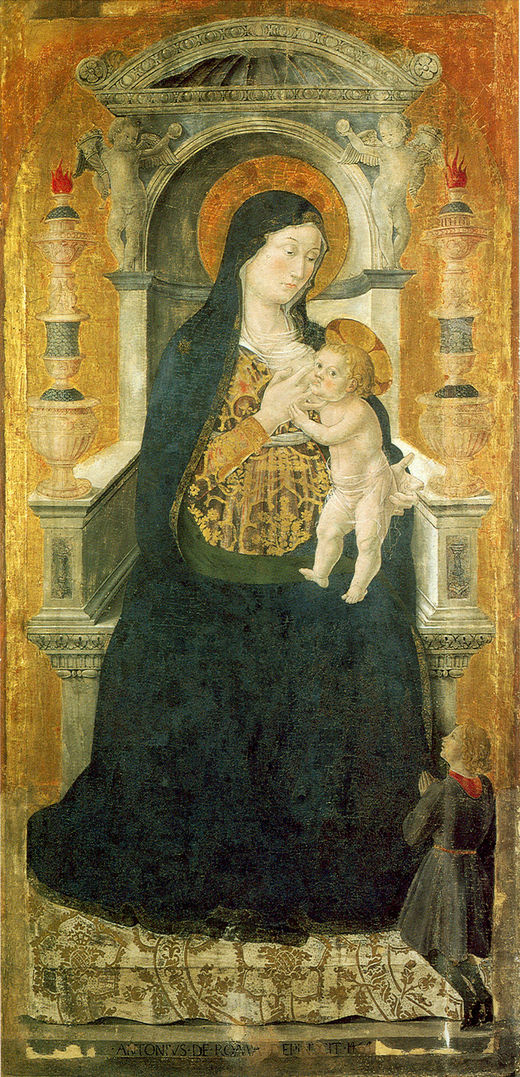
Virgen de la Leche, Museo Civico, Rieti.

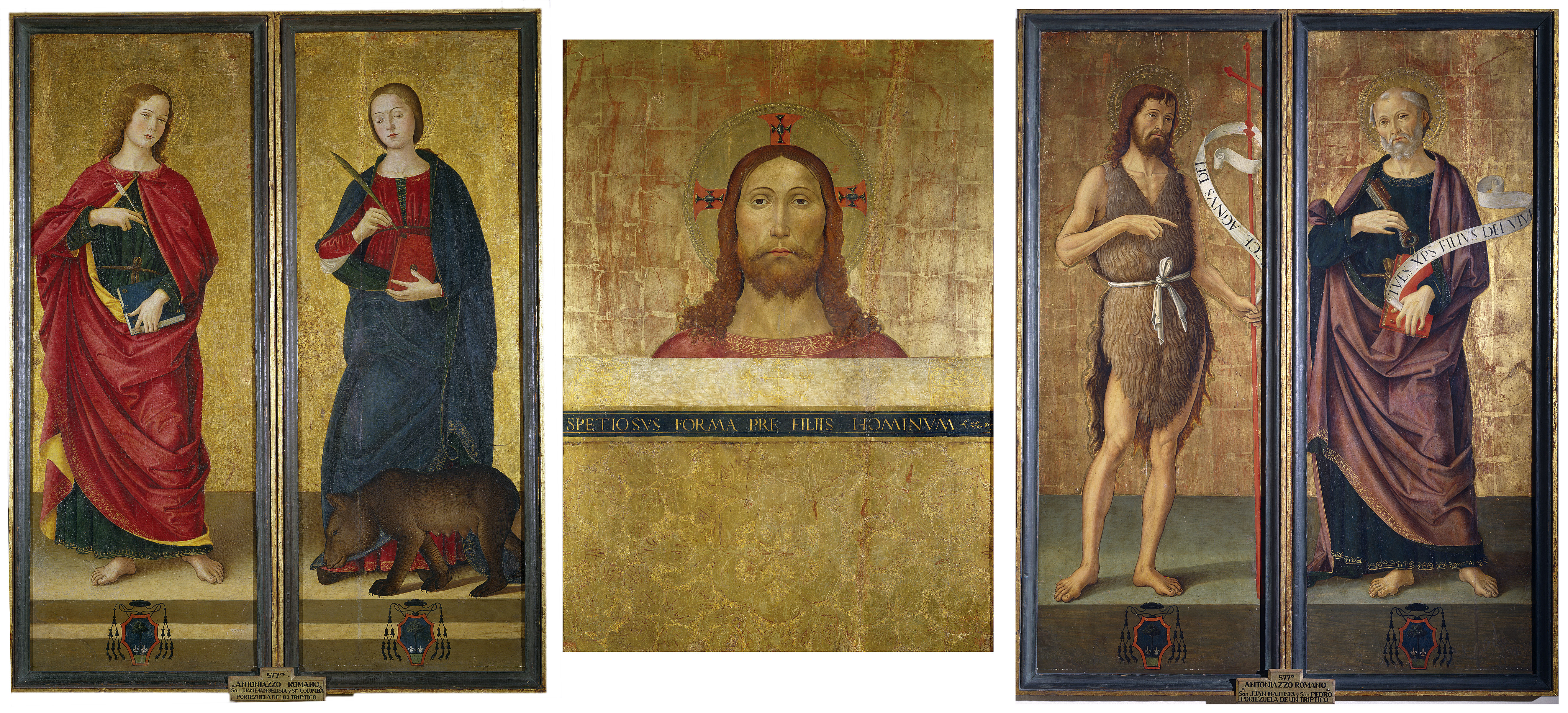
Tríptico: Busto de Cristo, San Juan Bautista y San Pedro. Cerrado: San Juan Evangelista y Santa Columba (Museo del Prado).

Antonio di Benedetto degli Aquili, conocido como Antoniazzo Romano (Colonia Rione, Roma, antes de 1452 - entre 15 de abril de 1508 y 1512). Pintor italiano del Renacimiento, líder de la Escuela romana durante la segunda mitad del siglo XV.

## Biografía
Su primer trabajo documentado es una réplica de la famosa Virgen con el niño y San Lucas de Santa Maria Maggiore, para Alessandro Sforza, señor de Pesaro, obra actualmente perdida. En 1464 ya estaba trabajando para la corte papal. Su primer estilo sigue de cerca al de Benozzo Gozzoli y a la escuela del Lacio. Posteriormente sus figuras ganan en monumentalidad gracias a sus contactos con Melozzo da Forlì y los pintores florentinos. Otro aspecto que incorporará a su arte es la gracia de las figuras y la ornamentalidad, que seguramente pudo admirar en el trabajo que en Roma estaban realizando pintores de la Umbría como Pietro Perugino y Pinturicchio, que supondrán el mayor impulso que sufrió su arte, por otro lado bastante inmovilista durante toda su carrera. Combinará estos rasgos de un estilo avanzado con otros francamente arcaizantes, como es el fondo dorado de muchas de sus obras, al gusto bizantino.
Participó en la decoración de la Biblioteca Latina (hoy Biblioteca Apostólica) del Vaticano junto a Domenico Ghirlandaio (1475) y Melozzo da Forlì (1480-1481). Fue el pintor favorito de la corte del papa Alejandro VI, lo que explicaría la presencia en España de alguna de sus obras, probablemente encargadas por un prelado español al servicio de los  de Borja o Borgia (Tríptico, Museo del Prado).
Antoniazzo fue uno de los tres fundadores de la Compagnia di San Luca, el gremio de pintores romanos, cuyos estatutos firmó en 1478. Su hijo Giulio di Aquilio fue también pintor y murió en España, donde pasó la última parte de su carrera.

## Obras destacadas
- Virgen con niño y San Lucas (1461, perdida)
- Virgen de la Leche (1464, Museo Civico, Rieti)
- Historias de Santa Francisca Romana (1468, fresco, Monasterio de Tor de' Specchi, Roma)
- Frescos de San Giovanni degli Spagnuoli, Roma (Museo del Prado, Madrid)
- Virgen entronizada con niño (c. 1470, Santa Maria della Consolazione, Roma)
- Virgen con niño con los santos Pedro y Pablo y donante (c. 1474-79, San Pietro, Fondi)
- Retrato de perfil de Philippe de Lévis (1475, colección particular)
- Crucifixión con San Francisco (1475-80, Bucknell University Art Gallery, Lewisburg)
- Anunciación (1485, Santa Maria sopra Minerva, Roma)
- San Jerónimo (Museo Poldi Pezzoli, Milán)
- Virgen con el niño entronizada con santos (1487, Galleria Nazionale d'Arte Antica, Roma)
- Tríptico: San Juan Evangelista, Santa Columba, Cristo, San Juan Bautista y San Pedro (1495, Museo del Prado, Madrid)
- Virgen con el niño (1495, Museo de Bellas Artes, Valencia)